# Платанисос
Платанисо̀с (на гръцки: Πλατανισσός; на турски: Balalan) е село в Кипър, окръг Фамагуста. Според статистическата служба на Северен Кипър през 2011 г. селото има 89 жители.
Де факто е под контрола на непризнатата Севернокипърска турска република.